# Hina Sugita
Hina Sugita (杉田 妃和, Sugita Hina), née le 31 janvier 1997, est une footballeuse internationale japonaise. Elle joue en faveur de l'INAC Kobe Leonessa et de l'équipe du Japon.

## Biographie

### Carrière en club
Sugita née à Kitakyūshū le 31 janvier 1997. Après avoir obtenu son diplôme au lycée, elle rejoint le club de L.League de l'INAC Kobe Leonessa en 2015. Elle fait ses débuts comme milieu de terrain en 2015. Elle devient titulaire régulière en 2016, et se voit nommée meilleure espoir cette année là.

### Carrière internationale
En septembre 2012, à l'âge de 15 ans, Sugita est sélectionnée en équipe nationale japonaise des moins de 17 ans pour disputer la Coupe du monde féminine de football des moins de 17 ans 2012. Elle joue les quatre matchs de son équipe et marque deux buts. En 2013, elle participe au championnat féminin d'Asie des moins de 16 ans, remporté par les Japonaises. Elle marque six buts et se voit nommée meilleure joueuse du tournoi. En 2014, elle est sélectionnée en équipe du Japon des moins de 17 ans pour disputer la Coupe du monde féminine des moins de 17 ans en 2014, remportée par le Japon. Elle joue cinq matches en tant que capitaine et marque cinq buts; elle remporte le titre de Ballon d'or du tournoi. 
En novembre 2016, elle est sélectionnée en équipe nationale japonaise des moins de 20 ans pour disputer la Coupe du monde féminine des moins de 20 ans. Elle termine troisième du tournoi avec six matchs joués, et remporte le titre individuel de Ballon d'or du tournoi.
Le 2 août 2018, Sugita fait ses débuts en équipe nationale du Japon, en rentrant à la 72e minute contre l'Australie.
Elle fait ensuite partie des 23 joueuses japonaises retenues afin de participer à la Coupe du monde 2019 organisée en France.